# Derby italiano di galoppo
Il Derby italiano di galoppo è la corsa ippica più importante del calendario di galoppo italiano. Vi partecipano, su una distanza di 2.200 metri (2.400 metri fino al 2007) i cavalli di tre anni di età.
La sua sede storica è l'ippodromo romano delle Capannelle, il primo derby fu corso nell'Aprile del 1884.
Il Derby day è in assoluto uno dei momenti più importanti per spettacolo e selezione in ogni stato in cui si disputino le corse dei cavalli. Singolare la storia della nascita del Derby: il dodicesimo Conte di Derby, lord Edward Stanley, nel 1780 vinse al lancio della moneta - contro sir Charles Bunbury - la possibilità di dare il proprio nome alla corsa di 2.400 metri, che aveva appena ideato insieme ad alcuni amici e che doveva essere disputata ad Epsom nel Surrey.
Nel 1984, anno del centenario gli fu dedicato anche un francobollo
Nel 2022, il Derby italiano è giunto alla 139ª edizione e Capannelle è stato sempre il luogo dove si è svolto, anche se il tracciato attuale non corrisponde più a quello di oltre un secolo fa, quando le antiche tribune, ancora visibili, erano leggermente spostate rispetto alle attuali.

## Albo d'oro

### Dal 1986
| Anno  | Vincitore        | Fantino             | Allenatore                             | Proprietario                  | Tempo   |
| 1986  | Tommy Way        | Willie Carson       | John Dunlop                            | Scuderia Erasec               | 2:27.9  |
| 1987  | Zaizoom          | Richard Quinn       | Paul Cole                              | Prince Fahd bin Salman        | 2:29.1  |
| 1988  | Tisserand        | Vincenzo Mezzatesta | Mario Vincis                           | San Paolo Agri Stud           | 2:30.6  |
| 1989  | Prorutori        | Michael Roberts     | Michael Jarvis                         | Antonio Balzarini             | 2:27.5  |
| 1990  | Houmayoun        | Santiago Soto       | Alain de Royer-Dupré                   | Lady M Stable                 | 2:27.0  |
| 1991  | Hailsham         | Steve Cauthen       | Clive Brittain                         | Sheikh Mohammed               | 2:28.1  |
| 1992  | In a Tiff        | Michael Kinane      | Dermot Weld                            | Dr Michael Smurfit            | 2:27.5  |
| 1993  | White Muzzle     | John Reid           | Peter Chapple-Hyam                     | Luciano Gaucci                | 2:24.5  |
| 1994  | Time Star        | Richard Quinn       | Paul Cole                              | Prince Fahd bin Salman        | 2:28.1  |
| 1995  | Luso             | Michael Kinane      | Clive Brittain                         | Saeed Manana                  | 2:25.7  |
| 1996  | Bahamian Knight  | Richard Hughes      | David Loder                            | Lucayan Stud                  | 2:26.6  |
| 1997  | Single Empire    | David Harrison      | Peter Chapple-Hyam                     | A. K. Collins                 | 2:26.2  |
| 1998  | Central Park     | Daragh O'Donohoe    | Saeed bin Suroor                       | Godolphin                     | 2:26.3  |
| 1999  | Mukhalif         | Frankie Dettori     | Saeed bin Suroor                       | Godolphin                     | 2:25.7  |
| 2000  | Kallisto         | Andreas Boschert    | Hans Blume                             | Gestüt Röttgen                | 2:27.1  |
| 2001  | Morshdi          | Philip Robinson     | Michael Jarvis                         | Ahmed Al Maktoum              | 2:26.6  |
| 2002  | Rakti            | Mirco Demuro        | Bruno Grizzetti                        | Scuderia Il Poggio            | 2:27.9  |
| 2003  | Osorio           | Mario Esposito      | Urs Suter                              | Newsells Park Stud            | 2:27.2  |
| 2004  | Groom Tesse      | Dario Vargiu        | Luigi Camici                           | Scuderia L3C                  | 2:27.6  |
| 2005  | De Sica          | Marco Monteriso     | Emilio Borromeo                        | Emilio Borromeo               | 2:28.6  |
| 2006  | Gentlewave       | Marco Monteriso     | André Fabre                            | Gary Tanaka                   | 2:27.4  |
| 2007  | Awelmarduk       | Edmondo Botti       | Alduino & Giuseppe Botti               | Scuderia Effevi               | 2:28.9  |
| 2008* | Cima de Triomphe | Silvano Mulas       | Bruno Grizzetti                        | Scuderia Cocktail             | 2:14.6  |
| 2009  | Mastery          | Frankie Dettori     | Saeed bin Suroor                       | Godolphin                     | 2:16.5  |
| 2010  | Worthadd         | Mirco Demuro        | Vittorio Caruso                        | Incolinx                      | 2:22.1  |
| 2011  | Crackerjack King | Fabio Branca        | Stefano Botti                          | Scuderia Effevi               | 2:15.8  |
| 2012  | Feuerblitz       | Havlin Robert       | Figge Michael                          | Rennstall Eivissa Gmbh        | 2:19.0  |
| 2013  | Biz The Nurse    | Andrea Atzeni       | Botti S.                               | Scud. Aleali                  | 2:17:0  |
| 2014  | Dylan Mouth      | Fabio Branca        | Botti S.                               | Scud. Effevi                  | 2:17:6  |
| 2015  | Goldstream       | Cristian Demuro     | Botti S.                               | Scud. Effevi                  | 2:16:21 |
| 2016  | Saent            | Dario Vargiu        | Il Cavallo In Testa Srl Soc. di all.to | Scud. Incolinx Di Romeo Diego | 2:14:91 |
| 2017  | Mac Mahon        | Cristian Demuro     | A&S Botti                              | Shimakawa Takaia              | 2:16:50 |
| 2018  | Summer Festival  | Cristian Demuro     | A. Botti Srl Soc Al Di Botti Alduino   | Dioscuri Srl                  | 2.17.17 |
| 2019  | Keep on Fly      | Cristian Demuro     | A. Botti Srl Soc Al Di Botti Alduino   | Dioscuri Srl                  | 2.22.59 |
| 2020  | Tuscan Gaze      | Carlo Fiocchi       | L. Bietolini                           | Mag horse racing srl          | 2.18.64 |
| 2021  | Tokyo Gold       | Cristian Demuro     | S. Kobayashi                           | T.Yoshida                     |         |
| 2022  | Ardakan          | Clement Lecoeuvre   | Marcus Klug                            | Darius Racing                 | 2.17.48 |
| 2023  | Goldenas         | Dario Di Tocco      | Endo Botti                             | Fabrizio Cameli               | 2.20.46 |
| 2024  | Borna            | Andrasch Starke     | Marcus Klug                            | Darius Racing                 | 2.17.2  |

- Dall'edizione 2008 si corre sulla distanza dei 2.200 metri.

### Prima del 1986
- 1884 - Andreina (Walter Wright)
- 1885 - Rosenberg (Walter Smith)
- 1886 - Enio
- 1887 - Carl Andrea
- 1888 - Filiberto
- 1889 - Rabicano
- 1890 - Doralice
- 1891 - Barone
- 1892 - Arcadia (Walter Wright)
- 1893 - Festuca
- 1894 - Sansonetto
- 1895 - Oranzeb (Walter Wright)
- 1896 - Goldoni
- 1897 - Hira
- 1898 - Simba
- 1899 - Elena (Walter Wright)
- 1900 - Cloridano
- 1901 - Karibo
- 1902 - Tocsin
- 1903 - Esquilino
- 1904 - The Oak
- 1905 - Onorio
- 1906 - Creso
- 1907 - Belbuc
- 1908 - Demetrio
- 1909 - Dedalo
- 1910 - Saturno
- 1911 - Guido Reni
- 1912 - Rembrandt
- 1913 - Nettuno
- 1914 - Fausta
- 1915 - Van Dyck (Polifemo Orsini)
- 1916 - Kosheni
- 1917 - Gianpietrina (Federigo Regoli)

- 1918 - Carlone (Polifemo Orsini)
- 1919 - Meissonier (Federigo Regoli)
- 1920 - Ghiberti (Federigo Regoli)
- 1921 - Michelangelo (Federigo Regoli)
- 1922 - Melozzo da Forli (Federigo Regoli)
- 1923 - Cima da Conegliano (Federigo Regoli)
- 1924 - Manistee
- 1925 - Lui (Federigo Regoli)
- 1926 - Apelle (Federigo Regoli)
- 1927 - Senecio
- 1928 - Dervio (Polifemo Orsini)
- 1929 - Ortello
- 1930 - Emanuele Filiberto
- 1931 - Oberon (Saverio Pacifici)
- 1932 - Jacopa del Sellaio (Polifemo Orsini)
- 1933 - Pilade
- 1934 - Amur
- 1935 - Ugolino da Siena
- 1936 - Archidamia
- 1937 - Donatello II
- 1938 - Nearco
- 1939 - Vezzano
- 1940 - Bellini
- 1941 - Niccolo dell'Arca
- 1942 - Arco
- 1943 - Orsenigo (Enrico Camici)
- 1944 - Torbido
- 1945 - Traghetto (Saverio Pacifici)
- 1946 - Gladiolo
- 1947 - Tenerani (Enrico Camici)
- 1948 - Leon de San Marco (Saverio Pacifici)
- 1949 - Golfo
- 1950 - Stigliano (Silvio Parravani)
- 1951 - Daumier (Enrico Camici)

- 1952 - Zamoretto
- 1953 - Rivisondoli
- 1954 - Botticelli (Enrico Camici)
- 1955 - Altrek
- 1956 - Barba Toni (Saverio Pacifici)
- 1957 - Braque (Enrico Camici)
- 1958 - Sedan (G. Bonvini)
- 1959 - Rio Marin (Saverio Pacifici)
- 1960 - Fils d'Eve (Otello Fancera)
- 1961 - Lauso (Otello Fancera)
- 1962 - Antelami (Bruno Agriforni)
- 1963 - Braccio da Montone (Renato Antonuzzi)
- 1964 - Diacono (Marcello Andreucci)
- 1965 - Varano (Marcello Andreucci)
- 1966 - Appiani (R. Hutchinson)
- 1967 - Ruysdael (Giovanni Sala)
- 1968 - Hogarth (Carlo Ferrari)
- 1969 - Bonconte di Montefeltro (Lester Piggott)
- 1970 - Ortis
- 1971 - Ardale
- 1972 - Gay Lussac (Sergio Fancera)
- 1973 - Cerreto
- 1974 - Suffolk
- 1975 - Orange Bay
- 1976 - Red Arrow
- 1977 - Sirlad
- 1978 - Elgay
- 1979 - Marracci
- 1980 - Garrido
- 1981 - Glint of Gold
- 1982 - Old Country
- 1983 - My Top
- 1984 - Welnor
- 1985 - Don Orazio